# Bernard Charles Ratsimamotoana
Bernard Charles Ratsimamotoana MS (* 26. August 1925 in Betania; † 18. Oktober 2005) war ein madagassischer römisch-katholischer Ordensgeistlicher und Bischof von Morondava.

## Leben
Bernard Charles Ratsimamotoana trat der Ordensgemeinschaft der Missionare Unserer lieben Frau von La Salette bei und empfing am 25. September 1955 das Sakrament der Priesterweihe.
Am 29. September 1964 ernannte ihn Papst Paul VI. zum Bischof von Morondava. Papst Paul VI. spendete ihm am 3. Dezember desselben Jahres in Bombay die Bischofsweihe; Mitkonsekratoren waren der Erzbischof von Cape Coast, John Kodwo Amissah, und der Koadjutorerzbischof von Adelaide, James William Gleeson.
Ratsimamotoana nahm an der vierten Sitzungsperiode des Zweiten Vatikanischen Konzils teil. Am 8. August 1998 nahm Papst Johannes Paul II. das vorzeitige Rücktrittsgesuch von Ratsimamotoana an.